# Boscawenia incerta
Boscawenia incerta är en fjärilsart som beskrevs av Schultze 1934. Boscawenia incerta ingår i släktet Boscawenia och familjen tandspinnare. Inga underarter finns listade i Catalogue of Life.